# Siphona lutea
Siphona lutea är en tvåvingeart som först beskrevs av Townsend 1919.  Siphona lutea ingår i släktet Siphona och familjen parasitflugor. Inga underarter finns listade i Catalogue of Life.